# Marnix Lameire
Marnix Lameire (* Knokke, 3 de marzo de 1955) fue un ciclista belga profesional entre 1987 y 1992, cuyos mayores éxitos deportivos los logró en la Vuelta a España, donde consiguió una victoria de etapa en la edición de 1989.

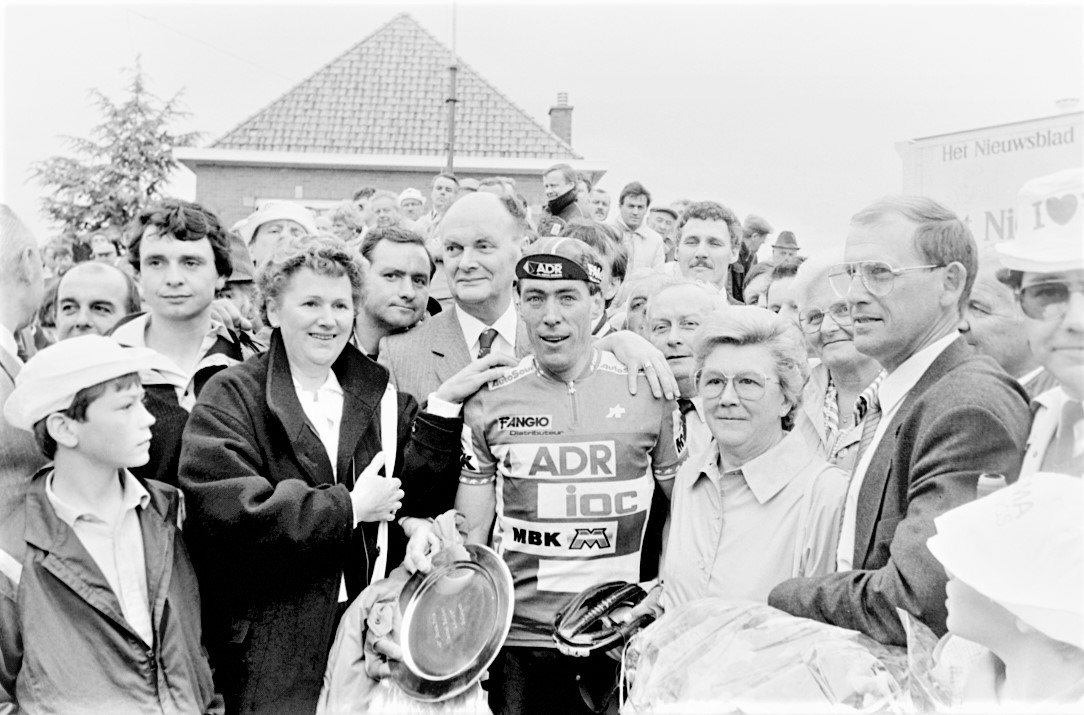
Marnix Lameire posa con su trofeo y ramo de la victoria en la mano La carrera se celebró en Gullegem el 9 de junio de 1987

## Palmarés
1987
- 1 etapa en la Vuelta a Aragón
- De Kustpijl Heist

1988
- 2 etapas en la Vuelta a Burgos
- Campeonato de Flandes

1989
- 1 etapa en la Vuelta a España
- 2 etapas en la Vuelta a Aragón

1990
- De Kustpijl Heist